# 钱元邧
钱元邧（898年—922），杭州錢塘县（今浙江省杭州市）人，五代十國的吳越國武肃王钱镠的第十九子。母亲昭懿夫人陈氏，同母兄弟钱元琏、钱元瓘、钱元裕、钱元瑾、钱元弼、钱元祐、钱元(王𣶒)，原名钱传邧，又作钱元玩。
钱元邧生于唐昭宗光化元年七月初九，当时钱镠被唐朝封为检校太师、定乱安国功臣。钱元邧得到父亲的请命，被朝廷任命为温州（今浙江省温州市）刺史。钱元邧卒于922年。